# نبرد زاب
نبرد زاب (عربی: معركة الزاب) نام نبردی است که در ۱۱ جمادی‌الاولی یا ۱۱ جمادی‌الثانی سال ۱۳۲ هجری قمری (مقارن با ۲۵ ژانویه یا ۲۶ فوریه ۷۵۰ میلادی) میان امویان و عباسیان رخ داد. این نبرد بخشی از جنگ‌های درگرفته در جریان جنبش سیاه جامگان بود. این نبرد در فاصله کمی پس از اعلام خلافت سفاح، نخستین خلیفه عباسی، رخ داد.
فرمانده سپاه عباسیان، عبدالله بن علی بن عبدالله بن عباس و فرمانده سپاه امویان، مروان دوم، آخرین خلیفه اموی، بود. در این نبرد نیروهای عباسیان و لشکریان مروان در کنار رود زاب بزرگ در مقابل یکدیگر قرار گرفتند. گرچه سپاه مروان بسیار بزرگتر از سپاه سیاه جامگان بود، اما به علت خطای استراتژیک وی در عبور از رودخانه زاب، آرایش دفاعی مناسب سیاه جامگان، روحیه و انضباط ضعیف سپاه امویان و به‌خصوص گریز مروان و قطع کردن پل رود زاب توسط وی، منجر به شکستی سخت برای امویان شد. مروان که دیگر در عراق و شام پناهگاهی نداشت، ناچار به مصر گریخت و در آنجا کشته شد. بدین ترتیب خلافت امویان خاتمه یافت و خلافت عباسیان به جای آن مستقر گردید.

## پیشینه
در عصر محمد امام و پسرش ابراهیم امام، دعات بنی‌عباس در عراق و خراسان که پیش از هر یک از ولایات دعوت ایشان را اجابت کرده بودند، فعالیت مهمی بر ضد بنی‌امیه از خود نشان دادند. عباسیان دریافته بودند که ایران و به‌ویژه خراسان، سرزمینی مناسب برای فعالیت‌های دعوت مذهبی-سیاسی است. این استان شرقی از پایتخت امویان دور بود، نفوذ اعراب در آن نیرومند نبود، و همچنین این استان صفحهٔ دیگر جنبش‌های مذهبی با فحوای سیاسی بود. نیروی بنی امیه در آنجا هنگامی ضعیف شد که خلیفه اموی در نزاع قومی بین نزاریان و یمنیان، سوگیری کرد. در ۱۲۸ (۷۴۵–۷۴۶ میلادی) در دوران تصدی فرماندار نزاری، نصر بن سیار ، ابراهیم امام رهبر دعوت عباسی، ابومسلم را به خراسان فرستاد. ابومسلم، خودش را وقف گسترش دعوت عباسی کرد و داعیانی را به سرتاسر خراسان بزرگ فرستاد. تعداد پیروان او رفته‌رفته افزایش می‌یافت.
ابومسلم برای مدتی دعوت خود را به گونه مخفیانه انجام داد تا اینکه ابراهیم امام به او فرمان داد تا آن را علنی کند. ابومسلم در ۱۲۹ هجری (می-ژوئن ۷۴۷) دعوت خود را در خانه سلیمان بن کثیر در روستای سفیذنج در نزدیکی مرو علنی کرد. پیروان او جامه‌های سیاه به تن کردند، که یا به نشانه سوگواری برای خانواده پیامبر که کشته شده بودند، یا به نشانه برافراشتن بیرق پیامبر، که سیاه بود، بر ضد امویان، بود. در طول یک شب، ساکنین شصت روستا به او می‌پیوندند که همگی جامه‌های سیاه بر تن داشتند و چوب‌دستی‌های‌شان را کافرکُش و خرهایشان را «مروان» می‌نامیدند. بیشتر آنها کشاورز، صنعتگر یا از طبقه‌های دیگر موالی بودند که عرب‌ها به کنایه به آنها «توله‌های زین‌ساز» می‌گفتند که اشاره به شایعه‌ای داشت که گفته می‌شد ابومسلم پیشتر یک زین‌ساز بوده. نصر بن سیار، فرماندار خراسان، لشکری را برای جنگ با ابومسلم فرستاد، که ابومسلم با درهم شکستن آن لشکر، آوازه خود را بلند ساخت. ابومسلم در سفیدنج برای چهل و دو روز دیگر پس از پایان جنگ هم ماند، سپس به ماخوان، روستایی بزرگ و از مهدهای شیعه در نزدیکی مرو کوچ کرد، تا ارتش خود را سامان دهد. در همین هنگام شورش او با تسخیر هرات، بلخ، ابیورد و نسا پابرجا شد. او تا پیش از اینکه از پشتیبانی یمانی‌ها مطمئن نشده بود، از تسخیر مرو، که مرکز امارت نصر، بود چشم‌پوشی کرد. در ۹ جمادی‌الاول ۱۳۰ (یا ۷ یا ۹ ربی الثانی) آن شهر را تسخیر کرد. پس از آن ابومسلم، شیبان خارجی که خواهان خلافت بود را در سال ۱۳۰ هجری یا ۷۴۷–۷۴۸ میلادی شکست داد، شورشی را در بلخ سرکوب کرد و پسران جدیع کرمانی، علی و عثمان، را از میان برداشت.
سپس، ابومسلم خراسانی، سردارش قحطبة بن شبیب، را با سپاهی به سمت عراق عجم و عراق عرب گسیل کرد. پس از شکست دادن نصر، قحطبه نیشابور را گرفت و نصر به قومس گریخت. دو ماه بعد قحطبه به گرگان شتافت تا با نیروهای امدادی امویان که از سوی فرماندار عراق فرستاده شده بودند، روبرو شود. این ارتش که شمار سربازان آن بسیار بیشتر از ارتش سیاه جامگان بودند، پس از جنگی لگام‌گسیخته، پا به فرار گذاشتند و گرگان به دست سیاه جامگان افتاد. نصر که در حال گریز بود در ساوه در ربیع‌الاول ۱۳۱ (۷۴۸ میلادی) درگذشت و عرب‌های پشتیبان بنی امیه به سوی همدان عقب‌نشینی کردند. حسن پسر قحطبه، خیلی زود ری و همدان را نیز مسخر و نهاوند را محاصره کرد. قحطبه این پیروزی‌ها را با پیروزی دیگری در رجب ۱۳۱ هجری، فوریه-مارس ۷۴۹ میلادی بر لشکری بزرگ در اصفهان جشن گرفت. این رویدادها پاسداران شهر نهاوند را ناامید و تسلیم کرد.
پس از آن، ابومسلم قحطبه را راهنمایی کرد تا نیرویی به رهبری ابوعون عبدالملک بن یزید خراسانی به شمال عراق بفرستد. در آنجا، در ذو الحجه ۱۳۱ (ژوئیه-اوت ۷۴۹)، ابوعون موفق شد عبدالله بن مروان، فرزند خلیفه اموی، را شکست دهد. در همین هنگام قحطبه از راه کرمانشاه و حلوان به عراق آمد، در حالی که ابن هبیره، فرماندار اموی عراق، به سوی شرق به جلولا پیشروی کرد تا با او مواجه شود. ارتش قحطبه نیز به سوی فرات پیشروی کرد و به سوی کوفه رفت. قحطبه در ۸ محرم ۱۳۲ (۲۷ اوت ۷۴۹) کشته شد و پسر او، حسن، به فرماندهی رسید. در کوفه، یک سالار یمانی، به نام خالد بن عبدالله القصر، پرچم عباسیان را برافراشت و کاخ فرماندار آنجا را محاصره کرد. او با پیروز شدن بر پادگان بنی امیه و به کنترل درآوردن شهر، حسن بن قحطبه را دعوت کرد
در همین ایام، ابراهیم امام، رئیس دعوت عباسی، در شام به دستور مروان کشته شد. برادران، سفاح و منصور، به کوفه گریختند و ابوسلمه خلال چهل روز آنها را پنهان کرد. نقشه دودلانه ابو سلمه، این بود که خلیفه از نوادگان خانواده ابوطالب باشد؛ اما این نقشه هنگامی که رهبران خراسانی، عباسیان پنهان‌شده را یافتند و ابوالعباس را با نام سفاح خلیفه کردند، ناکام ماند. در این هنگام، ابوسلمه خلال همدانی، رئیس دعوت عباسی در عراق، نیز از پنهانگاه بیرون آمد و حکومت کوفه و هدایت نیروهای خراسانی و محلی را بدست گرفت. بدین ترتیب سیاه جامگان خراسانی به رهبری حسن بن قحطبه به کوفه درآمدند و با توجه به اینکه، ابراهیم امام به دستور مروان در شام کشته شده بود، برادرش سفاح را در ربیع‌الاول سال ۱۳۲ هجری به خلافت برگزیدند.

## نبرد

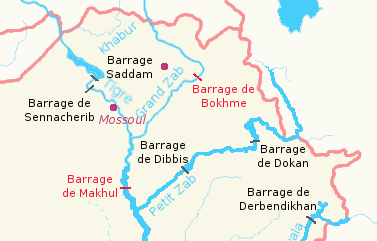
نقشه موصل و رودخانه زاب

از سوی دیگر، مروان، خلیفه اموی، خودش ارتشی را در شام، موصل و استان جزیره گرد آورد و به آهستگی پیشروی کرد. مروان در موصل خزانه خود را نهاد و با لشکر بزرگش از دجله عبور کرد و به سمت جنوب، به سوی رود زاب بزرگ حرکت کرد. سپاه عباسیان به حد کافی قوی نبود که درگیر جنگ شود و با فاصله از وی، در کرانه جنوبی زاب بزرگ مستقر شده بود. طبری می‌گوید ابوسلمه خلال پانزده هزار سپاهی در چند لشکر به یاری ابوعون فرستاد.
نهایتاً، سفاح، که بتازگی در کوفه بر تخت خلافت نشسته بود، سپاهی را برای تقویت نیروی لشکر ابوعون از کوفه به سوی زاب گسیل کرد. با توجه به اهمیت این سپاه، وی برای نخستین بار شخصی از خاندان عباسی، یعنی عمویش عبدالله بن علی بن عبدالله بن عباس، را رأس این سپاه گماشت. عبدالله که پیش از آن هیچ تجربه نظامی نداشت، از مشاوره خراسانیان بهره می‌جست و نشان داده که فرمانده ای مصمم و موفق است. زمانی که وی به کرانه زاب رسید، ابوعون، چادر فرماندهی را در اختیار وی نهاد. سپس، در روز دوم جمادی‌الثانی سال ۱۳۲، عبدالله بن علی سپاهی پنج هزار نفری را به فرماندهی عیینة بن موسی از رودخانه گذارند تا به اردوگاه مروان یورش برند و درگیری میان آنها رخ داد که تا شب طول کشید.
روز بعد، سوم جمادی‌الثانی، مروان بر دجله پل بست و پسرش عبدالله را با سپاهی بدان سوی فرستاد، تا نزدیک اردوی سپاه عباسی خندقی حفر کنند. عبدالله بن علی، محارق بن غفار را با چهار هزار سپاهی گسیل کرد، اما سپاهی اموی بر وی و سربازانش چیره شد و جمعی را کشت و جمعی را اسیر کرد. عبدالله بن علی، محمد بن صول را به فرماندهی اردوگاه منصوب کرد و دستور داد پیش از آنکه خبر شکست سپاه مخارق به سربازانش برسد و روحیه‌شان سست گردد، به سوی مروان بشتابند. سپس، ابوعون را به فرماندهی جناح راست و مروان بن ولید را به فرماندهی جناح چپ سپاه عباسی گماشت.
دو سپاه در کرانه زاب در حالی با هم روبرو شدند که لشکر عباسی بین ۱۰٬۰۰۰ تا ۳۰٬۰۰۰ نیرو داشت و در مقابل لشکر اموی ۱۰۰٬۰۰۰ تا ۱۵۰٬۰۰۰ نفر بود، گرچه تاریخ‌نگاران این رقم را اغراق می‌دانند. مروان یک فرمانده باتجربه بود و بسیاری از سربازانش در جنگ با امپراتوری بیزانس در کوهستان‌های آناتولی آبدیده شده بودند. سپاه عباسیان نیز متشکل از خراسانیانی بود که در مرزهای شمال شرقی جهان اسلام رزم دیده شده بودند. همچنین، در نتیجه پیروزی‌های مکرر بر امویان در سرزمین‌های ایران و عراق روحیه بالایی داشتند. مروان دوم در نبردهایش با روم، آرایش کلاسیک سپاه اموی که مبتنی بر جناح چپ، جناح راست و میانه بود را تغییر داده و به جایش واحدهای کوچکتر و چابکتری از سواران را مستقر کرده بود که مانورپذیری بیشتری داشت. اما، این آرایش در مواجهه با سیاه جامگان که تاکتیک‌های نظامی مناسبی در قبال آن را پیشتر در منطقه فرارود آزموده بودند، ناکارآمد افتاد. بدین ترتیب، در ۱۱ جمادی‌الاولی مقارن با ۲۵ ژانویه یا ۱۱ جمادی‌الثانی سال ۱۳۲ هجری مقارن با ۲۶ فوریه ۷۵۰ میلادی نبرد زاب به وقوع پیوست.
مروان از عبدالله درخواست متارکه جنگ کرد، اما عبدالله نپذیرفت. مروان، برای شروع نبرد پلی بر روی رودخانه بست و به سربازانش دستور عبور از رود خروشان زاب را داد. وی با گذر از رودخانه دچار یک اشتباه مرگبار شد. در آن سو، امیران لشکر عباسیان نگران از دست دادن روحیه و نظم سربازانشان در برابر انبوه لشکر امویان بودند؛ بنابراین، به عبدالله توصیه کردند که سپاهیان را در اسرع وقت وارد نبرد کند. در مقابل، مروان قصد داشت تا با پرهیز از جنگ از زمان به نفع خود سود جوید، اما یکی از فرماندهانش، ولید بن معاویه که دامادش بود، خشمگین شد از امر وی سرپیچی کرد و با سواره‌نظامش به جناح راست سمت لشکر عباسی یورش برد. ابوعون، فرمانده جناح راست، به سوی عبدالله بن علی عقب‌نشینی کرد.
عبدالله، برای آنکه سربازانش نگریزند دستور داد یک آرایش دفاعی شکل بگیرد، به این صورت که سواره‌نظام عباسی فوراً از اسبان خود پیاده شدند و به صورت فشرده در جلوی نیروها در کنار یکدیگر زانو زده و با ایجاد یک دیوارهٔ دفاعی، نیزه‌هایشان را به سوی سواره‌نظام اموی که در حال حمله بود برافراشتند. از پشت سر آن‌ها هم کمانداران شلیک می‌کردند. حملهٔ سواره‌نظام اموی نتوانست دیوارهٔ دفاعی را بشکند. یکی از خراسانیان بعداً این‌طور تعریف می‌کند که «شامیان مانند کوه‌هایی از آهن به سوی ما حمله کردند، ولی وقتی زانو زدیم و نیزه‌هایمان را مهیا کردیم، مانند ابرهایی از اطراف ما بازگشتند.» سپس، سیاه جامگان با نیزه‌هایشان به سوی سربازان اموی یورش بردند. سپاه اموی در حالی که در یک سویش با سیاه جامگان مواجه بود و در جانب دیگر رود زاب قرار داشت، پا به گریز نهاد و مروان سراسیمه پل را پشت سر سپاهش شکست و سپاهیان اموی بیش از آنکه در جنگ کشته شوند، در رود خروشان زاب غرق گشتند. بدین ترتیب، پیروزی قاطعی برای عباسیان به دست آمد و مروان که خود از ناحیه سر مجروح شده بود، اعتبارش به عنوان فرمانده نظامی را نیز از دست داد. عبدالرحمن بن امیه می‌گوید در روز نبرد، مروان هر تدبیری که می‌کرد، مایه خلل می‌شد. وقتی اقدام به توزیع اموال برای ترغیب سپاه به جنگ کرد، آنها از جنگ غافل شدند و وقتی پسرش، عبدالله، را دنبال آنها برای جلوگیری از غارت اموال فرستاد، سپاه گمان بردند که لشکر شکست خورده و متواری شدند.
پس از پایان نبرد، عبدالله بن علی خبر فتح را برای سفاح فرستاد و بر اردوگاه مروان دست یافت و سلاح و اموال فراوان را به چنگ آورد، اما هیچ زنی جز یک کنیز متعلق به مروان در آنجا نبود. سفاح این پیروزی را به نصرت الهی به طالوت در غلبه بر جالوت تشبیه کرد. سفاح دستور داد به تمامی افرادی که در نبرد شرکت داشتند، ۵۰۰ سکه دهند و مقرری شان را به ۸۰ سکه افزایش دهند.

## نتایج
مروان، پیش از آن نیز، در میان مراکز قدرت سنتی امویان در شام نظیر حمص و دمشق محبوب نبود. اما، پس از این نبرد دیگر کسی حاضر نبود برای وی در مقابل عباسیان پیکار کند و این روشن شده بود که وی نمی‌تواند سپاهیان عباسی را شکست دهد. وقتی او به موصل رسید، فرمانداری که خود نصبش کرده بود، دروازه را بر وی بست و به وی اجازه ورود نداد. به این ترتیب، دست مروان از خزانه اش در موصل کوتاه گشت و مجبور به عقب‌نشینی شد.
وی از طریق حران (محل پایگاه نظامی‌اش)، قنسرین و حمص عقب‌نشینی کرد، در حالی که سپاه عباسیان وی را دنبال می‌کرد. وی در هیچ جا حتی در پایتخت سنتی امویان، دمشق، نیز نتوانست بیش از چند روز بماند. سپاهیان سوری شکست‌خورده بودند و زمین‌لرزه و بیماری‌های واگیر در سرزمین‌هایشان اوضاع را بدتر هم کرد. هیچ‌جای دیگر امویان نتوانستند نیرویی قدرتمند مهیا کنند. بدین ترتیب، تنها سه ماه پس از نبرد زاب، دمشق نیز در ۱۰ رمضان سال ۱۳۲ هجری مقارن با ۲۳ آوریل ۷۵۰ میلادی تسلیم عباسیان شد. مروان از راه فلسطین به مصر گریخت. سرانجام، وی در ذو الحجه سال ۱۳۲ (اوایل اوت ۷۵۰ میلادی) در نبردی کوتاه در مصر کشته شد و خلافت امویان به پایان رسید.
برخی نظیر عبدالحسین زرین کوب جنگ زاب را تلافی جنگ قادسیه توسط ایرانیان دانسته‌اند.